# بیر ولی اسپرینگز (کالیفرنیا)
بیر ولی اسپرینگز (به انگلیسی: Bear Valley Springs) یک منطقهٔ مسکونی در ایالات متحده آمریکا است که در شهرستان کرن، کالیفرنیا واقع شده‌است. بیر ولی اسپرینگز ۱۰۷٫۶۲ کیلومتر مربع مساحت و ۲۲٬۶۳۹ نفر جمعیت دارد و ۱٬۲۵۶ متر بالاتر از سطح دریا واقع شده‌است.